# Horst Bienek
Horst Bienek, född 7 maj 1930 i Gleiwitz (nu Gliwice), död 7 december 1990 i München, var en tysk romanförfattare, poet och dramatiker.

## Biografi
1951 antogs Horst Bienek som elev på elevskolan vid Berliner Ensemble som elev till Bertolt Brecht men samma år greps han av Stasi för att ha agiterat mot den stalinistiska kulturpolitiken och dömdes till 25 års straffarbete i Sovjetunionen. I Gulag arbetade han bland annat på kolgruvan i Vorkuta i Komi. När han beviljades amnesti 1955 bosatte han sig i Västtyskland.
På svenska finns romansviten Gleiwitz. Eine oberschlesische Chronik in vier Romanen (Gleiwitz, en oberschlesisk krönika om fyra romaner), där man får följa två familjer i författarens födelsestad Gleiwitz under andra världskriget: "Den första polkan" (1977; Die erste Polka 1975), "Septemberljus" (1978; Septemberlicht 1977), "Tid utan klockor" (1983; Zeit ohne Glocken 1979) samt "Jord och eld" (1984; Erde und Feuer 1982), samtliga översatta av Margaretha Holmqvist. Sviten börjar kvällen för Gleiwitzincidenten den 31 augusti 1939, som var starten på andra världskriget, och slutar med flykten västerut undan den framryckande Röda armén och bombningen av Dresden den 13 februari 1945. Första delen i sviten, Die erste Polka, filmades 1978 i regi av Klaus Emmerich med Erland Josephson i en av de bärande rollerna.
Bland utmärkelser som Horst Bienek tilldelades, kan nämnas Literaturpreis der Stadt Bremen 1969 och Nelly Sachs Pris 1981.